# Communauté de communes de la Raye
Die Communauté de communes de la Raye ist ein ehemaliger französischer Gemeindeverband mit Rechtsform einer Communauté de communes im Département Drôme, dessen Verwaltungssitz sich in dem Ort Combovin befand. Die Mitgliedsgemeinden lagen am Westfuß des Vercors-Gebirges, etwa 10 km östlich von Valence. Der Name bezog sich auf den 1015 m hohen Berg La Raye, westlichster Gipfel des Vercors und Teil einer markanten Steilwand, die aus der Rhone-Ebene von weithin sichtbar ist, sie beginnt am Südrand von Combovin. Der im Mai 2010 gegründete Gemeindeverband bestand aus fünf Gemeinden auf einer Fläche von 89,2 km2.

## Aufgaben
Zu den vorgeschriebenen Kompetenzen gehörten die Entwicklung und Förderung wirtschaftlicher Aktivitäten sowie die Raumplanung auf Basis eines Schéma de Cohérence Territoriale. In Umweltbelangen betrieb der Gemeindeverband die Abwasserentsorgung 
(teilweise), die Müllabfuhr und -entsorgung und war in weiteren Umweltfragen zuständig.

## Historische Entwicklung
Der Gemeindeverband fusionierte mit Wirkung vom 1. Januar 2017 mit der Communauté d’agglomération Valence-Romans Sud Rhône-Alpes und bildete so die Nachfolgeorganisation Valence Romans Agglo.

## Ehemalige Mitgliedsgemeinden
Folgende fünf Gemeinden gehörten der Communauté de communes de la Raye an:
| Gemeinde      | Einwohner 1. Januar 2022 | Fläche km² | Dichte Einw./km² | Code INSEE | Postleitzahl |
| ------------- | ------------------------ | ---------- | ---------------- | ---------- | ------------ |
| Barcelonne    | 341                      | 8,3        | 41               | 26024      | 26120        |
| Châteaudouble | 613                      | 17,4       | 35               | 26081      | 26120        |
| Combovin      | 472                      | 35,9       | 13               | 26100      | 26120        |
| Montvendre    | 1.283                    | 17,2       | 75               | 26212      | 26120        |
| Peyrus        | 576                      | 10,5       | 55               | 26232      | 26120        |